# 拆彈

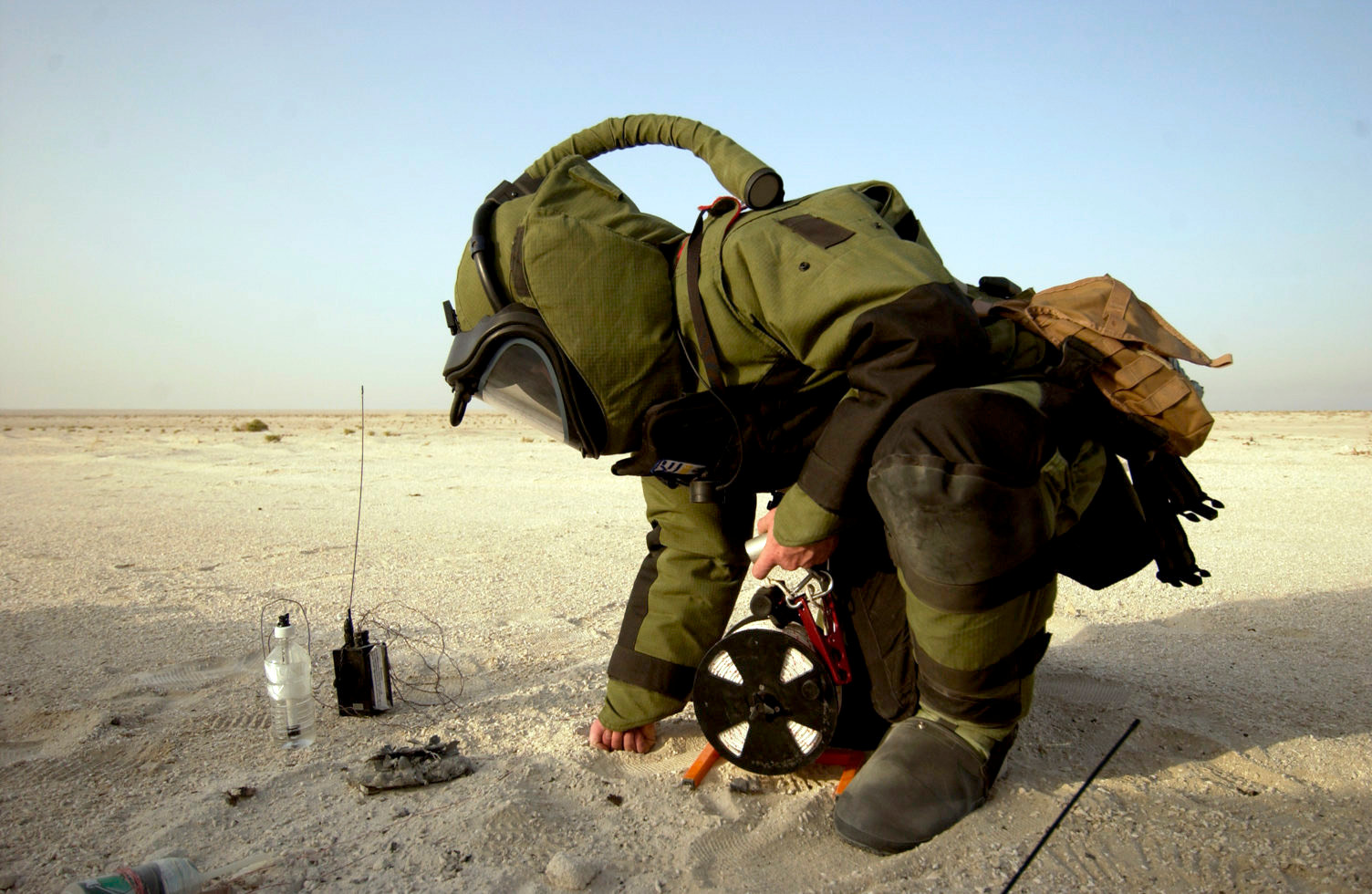
穿上防護衣的美國海軍拆彈人員正在進行拆彈演練

拆彈，又稱爆炸品處理，是指把爆炸品移除或引爆，使其不會繼續造成危險的工作，把爆炸品引爆也是一種爆破工程。

## 历史
第一个专业民用拆彈小组由維維安·德林·馬彥迪爵士建立。他是一位皇家炮兵的少校 他还發明了许多炸弹处理的方法。 
纽约市警察局于1903年成立了第一个拆弹小组。被称为“意大利小队”，其主要任务是处理美國黑手黨用来恐吓意大利移民商人和居民的矽藻土炸藥。